# Somebody That I Used to Know
Pour les articles homonymes, voir chanson datant de 2000 d'Elliott Smith dans Figure 8 (album).
Singles de Gotye
Eyes Wide Open
(2010) I Feel Better
(2011)
Singles par Kimbra
Cameo Lover
(2011) Good Intent
(2011)
Somebody That I Used to Know (littéralement « Quelqu'un que j'ai connu ») est une chanson composée en 2011 par Gotye, auteur-compositeur belgo-australien, qu'il produit et qu'il chante en duo avec Kimbra, une chanteuse néo-zélandaise. Le single, extrait de son 3e album studio Making Mirrors, sort le 5 juillet 2011 (16 décembre 2011 en France). Les paroles évoquent de manière nostalgique une relation amoureuse, de son surgissement à sa disparition douloureuse.
Le single est acclamé par les critiques en Australie, et crée la surprise en restant numéro un durant 8 semaines, le précédent record remontant à 1996 avec le groupe Savage Garden grâce à la chanson Truly Madly Deeply. Pour Somebody That I Used to Know, un Triple J Hottest 100 est decerné par la radio Triple J pour l'année 2011, et le morceau remporte une récompense aux ARIA Awards pour le meilleur clip et la meilleure chanson de l'année. Tandis que Kimbra est élue meilleure artiste féminine de l'année, Gotye est nommé meilleur artiste masculin et meilleur producteur.
Début 2012, la chanson se répand dans le reste du monde, le single se classant numéro un dans plus de 18 pays notamment en Autriche, en Belgique, au Canada, au Danemark, en Finlande, en France, en Allemagne, en Irlande, en Israël, en Italie, aux Pays-Bas, en Pologne, en Roumanie, en Écosse, en Afrique du Sud et en Suède. Le 12 février 2012, la chanson se classe numéro un au Royaume-Uni, descend dès la semaine suivante, puis remonte à la première place durant 4 semaines consécutives le 26 février. Dans le pays d'origine de Kimbra, en Nouvelle-Zélande, le single se classe également numéro un. Pour Gotye et Kimbra, il s'agit de leur plus grand succès single et leur premier numéro un dans leurs pays d'origine respectifs en Australie et en Nouvelle-Zélande, ce qui permet à l'album studio Making Mirrors, de se classer numéro un en Australie. Aux États-Unis, Somebody That I Used to Know rencontre également le succès, atteignant la première place dans les classements Rock Songs et Alternative Songs, et numéro 1 dans le Billboard Hot 100, le 18 avril 2012. En avril 2012, le single s'est écoulé à plus de 4,5 millions d'exemplaires selon le label Universal Republic. Il fait partie des singles les plus téléchargés de l'histoire avec 13 millions de ventes digitales.
Après une semaine de forte diffusion à la télévision américaine en avril 2012, Somebody That I Used to Know est diffusé durant l'épisode 15 (Big Brothers) de la troisième saison de la série de Glee le 10 avril 2012. Gotye et Kimbra interprètent en direct la chanson dans l'émission de divertissement à sketchs Saturday Night Live le 14 avril 2012, numéro un sur la plateforme de téléchargement iTunes Top 100 Singles chart, avec 542 000 téléchargements. 4e meilleure vente digital depuis la création de l'observatoire Nielsen Soundscan en 2003.
Avec sa 1e place au Billboard Hot 100, Gotye devient ainsi le premier artiste australien à atteindre ce rang dans ce pays, depuis Savage Garden avec la chanson I Knew I Loved You en 2000, et le premier artiste belge depuis 1963 (Sœur Sourire, avec Dominique, pendant 4 semaines de suite). Le morceau est sacré enregistrement de l'année lors de la 55e cérémonie des Grammys, le 10 février 2013. Le trophée est remis à Gotye par Prince. La chanson remporte également 4 Billboard Awards : Top Hot 100 Song Award, Radio Song Award, Streaming Song (Audio) Award et Rock Song Award. Le clip vidéo a été visionné plus de 2,4 milliard de fois sur le site de partage vidéo YouTube.
La reprise dans Glee de Somebody That I Used to Know a été téléchargée plus de 152 000 fois durant la première semaine d'exploitation et s'est classée numéro dix dans le classement américain Digital Songs le 18 avril 2012 et 26e du Billboard Hot 100.

## Genèse
Pour composer Somebody That I Used to Know, Gotye part d'un extrait de trois secondes de « Seville », une chanson de l'artiste brésilien Luiz Bonfá, sortie en 1967, qu'il crédite, et aux héritiers duquel il reverse 45 % des bénéfices tirés de la diffusion de la chanson. Il ajoute ensuite des percussions, puis s'attaque aux paroles et à la mélodie principale. Alternant pauses et retour sur cette composition, ajoutant un à un les instruments au gré de son inspiration, comme on construit un mur, brique par brique, il décide, après plusieurs essais, d'ajouter pour finir un point de vue féminin. La chanson devient un duo et la question de l'interprète féminine se pose : il essuie le désistement, en dernière minute, d'une grande artiste vocale australienne, puis propose à sa propre compagne, Tash Parker, elle-même chanteuse. Il demande finalement un essai à la jeune chanteuse néo-zélandaise Kimbra sur les conseils de François Tétaz (en) et enregistre dans la chambre même de la jeune artiste. Ce qui ne devait être qu'un test finit par devenir la voix féminine définitive de Somebody That I Used to Know. Le titre sort le 6 juillet 2011, entre à la 27e place dans le classement Australian ARIA Top 50 chart. Le single est très diffusé dans les radios australiennes, ce qui lui permet d'atteindre la 3e place, 4 semaines après et la première place le 15 août 2011. La chanson atteint aussi la 1re place aux Pays-Bas, le Dutch Top 40.

## Postérité
Une reprise par Walk off the Earth est effectuée en janvier 2012. Le groupe suisse Aliose reprend la chanson en français en juin 2012 (Sur ma route). La série télévisée Glee reprend la chanson dans l'épisode 15 Grand Frère de la saison 3. La chanson est reprise par les personnages de Blaine Anderson (Darren Criss) et Cooper Anderson (Matthew Bomer). Un remix de Tiësto existe également en single digital. Il existe également une version enregistrée avec des musiciens africains pour promouvoir la compilation "Rhythms Del Mundo Africa", mise en ligne le 15 novembre 2012.
De nombreuses autres reprises de cette chanson ont été mises en ligne sur le site YouTube par des groupes déjà constitués ou des amateurs. En combinant plusieurs dizaines de ces vidéos sous la forme d'un remix vidéo mosaïque (procédé parfois appelé « YouTube orchestra »), Gotye crée l'œuvre composite Somebodies, mise en ligne le 12 août 2012.

## Liste des pistes
CD single - Promo
1. Somebody That I Used To Know - 4:04

CD single
1. Somebody That I Used To Know - 4:04
2. Easy Way Out - 1:57

## Crédits et personnels
- Gotye – chanteur, écriture, réalisateur artistique, guitare, flutes et samples
- Kimbra – chanteuse
- Lucas Taranto – guitare
- François Tétaz – mixage audio

## Clip vidéo
Le clip vidéo réalisé par Natasha Pincus a été tourné en 12 heures avec le procédé stop-motion et en utilisant de la peinture corporelle pour les deux chanteurs. La caméra filme d'abord le chanteur de face et nu sur un arrière-fond blanc. Au fur et à mesure de la chanson, l'arrière-plan puis le corps du chanteur sont recouverts de motifs géométriques. Puis, au milieu de la chanson, la chanteuse apparaît et chante en duo, nue et filmée de dos, son corps étant déjà entièrement peint. Elle se rapproche de son partenaire et chante près de son épaule. Au moment du refrain final, la chanteuse retourne à sa position d'origine et la peinture qui recouvre sa peau disparaît peu à peu.
Les peintures corporelles sont l'œuvre de Emma Hack, et Howard Clark s'est occupé de la scénographie,.
La vidéo a été plutôt bien accueillie pour ses qualités artistiques. Elle est visionnée plus de 2,48 milliards de fois sur le site de partage vidéo YouTube. L'acteur américain Ashton Kutcher ainsi que la chanteuse américaine Katy Perry ont assuré la promotion du clip en la signalant aux internautes sur Twitter.
L'immense popularité du clip ne rapporte pas un centime à l'artiste, qui a refusé de monétiser la diffusion sur Youtube, expliquant ne pas vouloir perdre son âme en vendant sa musique.

## Classements et certifications
| Classement (2011-2012)                      | Meilleure position |
| ------------------------------------------- | ------------------ |
| Australie (ARIA)                            | 1                  |
| Autriche (Ö3 Austria Top 40)                | 1                  |
| Belgique (Flandre Ultratop 50 Singles)      | 1                  |
| Belgique (Wallonie Ultratop 50 Singles)     | 1                  |
| Brésil (Billboard Hot 100 Airplay)          | 27                 |
| Canada (Canadian Hot 100)                   | 1                  |
| Canada (Canadian Active Rock)               | 19                 |
| Canada (Canadian Alternative Rock)          | 1                  |
| Tchéquie (IFPI Rádio)                       | 1                  |
| Danemark (Tracklisten)                      | 1                  |
| Finlande (Suomen virallinen lista)          | 1                  |
| France (SNEP)                               | 1                  |
| France (Club 40)                            | 24                 |
| Allemagne (Media Control Charts)            | 1                  |
| Hongrie (Rádiós Top 40)                     | 1                  |
| Irlande (IRMA)                              | 1                  |
| Israël (Media Forest)                       | 1                  |
| Italie (FIMI)                               | 1                  |
| Japon (Japan Hot 100)                       | 10                 |
| Pays-Bas (Nederlandse Top 40)               | 1                  |
| Nouvelle-Zélande (RMNZ)                     | 1                  |
| Norvège (VG-lista)                          | 2                  |
| Pologne (ZPAV)                              | 1                  |
| Roumanie (Romanian Top 100)                 | 1                  |
| Écosse (OCC)                                | 1                  |
| Slovaquie (IFPI Rádio)                      | 1                  |
| Afrique du Sud (Mediaguide)                 | 1                  |
| Espagne (PROMUSICAE)                        | 3                  |
| Suède (Sverigetopplistan)                   | 1                  |
| Suisse (Schweizer Hitparade)                | 2                  |
| Royaume-Uni (UK Singles Chart)              | 1                  |
| États-Unis Billboard Hot 100                | 1                  |
| États-Unis Pop Songs (Billboard)            | 1                  |
| États-Unis Rock Songs (en) (Billboard),     | 1                  |
| États-Unis Alternative Songs (Billboard)    | 1                  |
| États-Unis Adult Pop Songs (Billboard)      | 1                  |
| États-Unis Hot Dance Club Songs (Billboard) | 1                  |
| États-Unis Adult Contemporary (Billboard)   | 1                  |

| Classement (2011-2012)           | Meilleure position |
| -------------------------------- | ------------------ |
| Australie (ARIA)                 | 2                  |
| Belgique (Flandre Ultratop 50)   | 1                  |
| Allemagne (German Singles Chart) | 32                 |
| Pays-Bas (Mega Single Top 100)   | 3                  |
| Nouvelle-Zélande (RIANZ)         | 5                  |
| Israël (Media Forest)            | 1                  |

| Pays                     | Certifications | Ventes    |
| ------------------------ | -------------- | --------- |
| Allemagne (BVMI)         | 2 × Platine    | 750 000   |
| Australie (ARIA)         | 11 × Platine   | 770 000   |
| Autriche (IFPI)          | 2 × Platine    | 60 000    |
| Belgique (BEA)           | 4 × Platine    | 120 000   |
| Danemark (IFPI)          | 4 × Platine    | 120 000   |
| Espagne (PROMUSICAE)     | Platine        | 40 000    |
| Finlande (IFPI)          | Or             | 5 000     |
| Allemagne (BVMI)         | Platine        | 750 000   |
| Italie (FIMI)            | Platine        | 60 000    |
| Mexique (AMPROFON)       | 5 × Platine    | 300 000   |
| Nouvelle-Zélande (RIANZ) | 5 × Platine    | 75 000    |
| Royaume-Uni (BPI)        | 2 × Platine    | 1 318 000 |
| Suède (GLF)              | Platine        | 40 000    |
| Suisse (IFPI)            | 3 × Platine    | 90 000    |
| États-Unis (RIAA)        | 7 × Platine    | 7 446 000 |

## Historique de sortie
| Pays             | Date             | Format                 |
| ---------------- | ---------------- | ---------------------- |
| Australie        | 5 juillet 2011   | Téléchargement digital |
| Nouvelle-Zélande | 5 juillet 2011   | Téléchargement digital |
| Belgique         | 29 juillet 2011  | Téléchargement digital |
| Pays-Bas         | 29 juillet 2011  | Téléchargement digital |
| Allemagne        | 11 novembre 2011 | Téléchargement digital |
| Royaume-Uni      | 30 décembre 2011 | Téléchargement digital |

### Liste des pistes
CD maxi - Europe (2012)
1. Somebody That I Used To Know - 4:08
2. Somebody That I Used To Know (Video) - 4:25

### Classement par pays
| Classement (2012)                       | Meilleure position |
| --------------------------------------- | ------------------ |
| Autriche (Ö3 Austria Top 40)            | 30                 |
| Belgique (Flandre Ultratop 50 Singles)  | 30                 |
| Belgique (Wallonie Ultratop 50 Singles) | 1                  |
| Canada (Canadian Hot 100)               | 13                 |
| Danemark (Tracklisten)                  | 12                 |
| France (SNEP)                           | 80                 |
| Pays-Bas (Single Top 100)               | 9                  |
| Suède (Sverigetopplistan)               | 49                 |
| Suisse (Schweizer Hitparade)            | 54                 |
| Royaume-Uni (Official Charts Company)   | 80                 |

### Certifications
| Pays                  | Certifications | Ventes |
| --------------------- | -------------- | ------ |
| Canada (Music Canada) | Platine        | 80 000 |